# Club Baloncesto Estudiantes 2009-2010
Questa voce raccoglie le informazioni riguardanti il Club Baloncesto Estudiantes nelle competizioni ufficiali della stagione 2009-2010.

## Stagione
La stagione 2009-2010 del Club Baloncesto Estudiantes è la 54ª nel massimo campionato spagnolo di pallacanestro, la Liga ACB.

## Roster
Aggiornato al 24 novembre 2021.
| Asefa Estudinates 2009-10 | Asefa Estudinates 2009-10 |
| Giocatori                 | Staff tecnico             |
| ------------------------- | ------------------------- |

| N. | Naz.                                     | Ruolo | Nome              | Anno | Alt.   | Peso   |  |
| -- | ---------------------------------------- | ----- | ----------------- | ---- | ------ | ------ |  |
| 4  | Spagna (bandiera)                        | P     | Albert Oliver     | 1978 | 187 cm | 84 kg  |  |
| 5  | Stati Uniti (bandiera)                   | G     | Chris Lofton      | 1986 | 188 cm | 88 kg  |  |
| 6  | Stati Uniti (bandiera)                   | G     | Blake Ahearn      | 1984 | 188 cm | 86 kg  |  |
| 7  | Belgio (bandiera)                        | C     | Yannick Driesen   | 1988 | 216 cm | 110 kg |  |
| 10 | Regno Unito (bandiera)                   | AC    | Dan Clark         | 1988 | 210 cm | 110 kg |  |
| 11 | Uruguay (bandiera) · Italia (bandiera)   | P     | Jayson Granger    | 1989 | 188 cm | 83 kg  |  |
| 12 | Spagna (bandiera)                        | C     | Germán Gabriel    | 1980 | 207 cm | 111 kg |  |
| 14 | Argentina (bandiera) · Italia (bandiera) | AP    | Hernán Jasen (C)  | 1978 | 199 cm | 97 kg  |  |
| 15 | Spagna (bandiera)                        | AG    | Carlos Suárez     | 1986 | 203 cm | 105 kg |  |
| 17 | Serbia (bandiera)                        | C     | Petar Popović     | 1979 | 210 cm | 123 kg |  |
| 19 | Spagna (bandiera)                        | C     | Rafael Vidaurreta | 1977 | 206 cm | 117 kg |  |
| 22 | Stati Uniti (bandiera)                   | AG    | Nik Caner-Medley  | 1983 | 203 cm | 106 kg |  |
| 24 | Spagna (bandiera)                        | PG    | Richard Nguema    | 1988 | 192 cm |        |  |
| 33 | Spagna (bandiera)                        | A     | Javier Beirán     | 1987 | 201 cm | 89 kg  |  |
| -  | Spagna (bandiera)                        | A     | Edu Martínez      | 1990 | 200 cm | 95 kg  |  |
| -  | Spagna (bandiera)                        | C     | Víctor Serrano    | 1989 | 213 cm |        |  |
|    | Spagna (bandiera)                        | AC    | Iker Iturbe (IN)  | 1976 | 198 cm | 101 kg |  |

| Allenatore                                                                                      |
| - Luis Casimiro                                                                                 |
| Assistente/i                                                                                    |
| - Javier Carlos González - Alberto Lorenzo Legenda - (C) Capitano - (IN) Inattivo - Infortunato |

## Mercato

### Sessione estiva
| Acquisti | Acquisti         | Acquisti       | Acquisti      | Acquisti |
| R.a      | Nome             | da             | Modalità      |          |
| -------- | ---------------- | -------------- | ------------- | -------- |
| C        | Germán Gabriel   | Málaga         | definitivo    |          |
| P        | Albert Oliver    | Valencia       | definitivo    |          |
| G        | Blake Ahearn     | Dakota Wizards | definitivo    |          |
| AG       | Nik Caner-Medley | Siviglia       | definitivo    |          |
| AC       | Dan Clark        | Breogán        | fine prestito |          |
| C        | Yannick Driesen  | La Palma       | fine prestito |          |

| Cessioni | Cessioni      | Cessioni   | Cessioni       | Cessioni |
| R.       | Nome          | a          | Modalità       |          |
| -------- | ------------- | ---------- | -------------- | -------- |
| P        | Corey Brewer  | Free agent | fine contratto |          |
| C        | Tom Wideman   |            | ritirato       |          |
| G        | Samo Udrih    | Free agent | fine contratto |          |
| AG       | Martin Rančík | Free agent | fine contratto |          |
| C        | Oriol Junyent | Free agent | fine contratto |          |
| P        | Joan Riera    | Maiorca    | fine contratto |          |

### Dopo l'inizio della stagione
| Acquisti | Acquisti          | Acquisti   | Acquisti      | Acquisti   |
| R.       | Nome              | da         | Data          | Modalità   |
| -------- | ----------------- | ---------- | ------------- | ---------- |
| C        | Rafael Vidaurreta | Free agent | ottobre 2009  | definitivo |
| G        | Chris Lofton      | Free agent | dicembre 2009 | definitivo |

| Cessioni | Cessioni          | Cessioni   | Cessioni      | Cessioni                 |
| R.       | Nome              | a          | Data          | Modalità                 |
| -------- | ----------------- | ---------- | ------------- | ------------------------ |
| C        | Rafael Vidaurreta |            | novembre 2009 | fine contratto, ritirato |
| G        | Blake Ahearn      | Free agent | dicembre 2009 | rescissione              |